# Bothrops erythromelas
Il ferro di lancia della caatinga (Bothrops erythromelas (Amaral, 1923)), in lingua portoghese jararaca-da-seca, è un serpente della famiglia dei Viperidi, endemico del Brasile.

## Distribuzione e habitat
La specie è diffusa nella regione nordorientale del Brasile (stati di Alagoas, Bahia, Ceará, Maranhão, Minas Gerais, Paraíba, Pernambuco, Piauí, Rio Grande do Norte, e Sergipe.)
Il suo habitat tipico è la caatinga, bioma tipico della regione brasiliana del Sertão, da cui prende il nome.